# Szuperérzékenység
A szuperérzékenység, más néven ingerfeldolgozási érzékenység, régi nevén hiperérzékenység azt jelenti, hogy az érintett személy a többségnél érzékenyebben reagál a külső ingerekre. Ezt az érzékszervi ingereket feldolgozó idegi központok eltérő működésével magyarázzák.
Az elmélet szerint nem az érzékelés ingerküszöbe alacsonyabb, hanem az idegrendszer részletesebben szelektálja meg a beérkező információkat. Ez könnyen az érzékek túltelítődéséhez vezethet.
Dr. Elaine Aron szerint a szuperérzékenység minden populációban növeli a populáció túlélési képességeit. Az emberi társadalomban 15-20%-ra teszi a szuperérzékenység arányát. Az állatok körében is vizsgálódtak, és ott is ezt az arányt találták. A szuperérzékenység egyenlő arányban jelenik meg férfiakban és nőkben, bár a férfiaknál ez kevésbé illik bele a kulturális elvárásokba.
A szuperérzékeny személy nemzetközi rövidítése HSP (Highly Sensitive Person) tudományos körökben pedig a tulajdonság neve: SPS (Sensory Processing Sensitivity).

## Típusai
A szuperérzékenyek minden érzékszervi ingert erősebben és részletesebben észlelhetnek. Gyakran mások hangulatát, érzelmeit is intenzívebben érzik. Értelmileg alaposabb és mélyebb elemzésre képesek, és spirituálisabbak, mint a többi ember.
Mivel a szuperérzékeny emberek fokozottabban reagálnak pozitív vagy negatív környezeti hatásokra, a szuperérzékeny emberek között számottevő különbségek alakulnak ki a gyermekkori hatások alapján. Megfelelő szülői támogatással a szuperérzékeny gyermekek megtanulják a beérkező ingerek miatti túltelítődés ellen való hatékony védekezést, és az érzelmeik értelmezését és kezelését. Ezek a szerencsés gyermekek a szuperérzékenységgel kapcsolatos előnyöket ki tudják fejleszteni és felnőttkorban is ezt kamatoztatni tudják kapcsolataikban és a karrierjükben. Mély érzésű, felelősségteljes, meggondolt és gyakran másokat inspiráló tagjaivá válnak a társadalomnak és sikeres vezetőkké is válhatnak.
Ha a szülők nem segítik elő a szuperérzékenységhez szükséges tanulási folyamatot, hanem elvárják a gyereküktől hogy "ne legyen olyan érzékeny", akkor a szuperérzékeny gyerekben nem alakul ki megfelelő önelfogadás és nem tanulják meg a hatékony kezelését a beérkező ingereknek és az intenzív érzelmeiknek. A számukra nem megfelelő elvárások miatt gyakrabban szenvednek kudarcélményt és azt tanulják meg, hogy az érzékenységüket szégyellni kell és lehetőleg el kell rejteni a külvilág elől. Ezek a szuperérzékenyek hajlamosabbak lesznek depresszióra és szorongásra, és a magabiztosság hiányával küszködő, félénkebb felnőttekké válnak. Az ilyen szuperérzékenyek gyakran az energiáik nagy részét arra fordítják, hogy számukra nem megfelelő hagyományosabb életmódot próbálnak követni és így a túlzott ingerek hatására gyakran túltelítődnek, ingerlékenységgel és kimerültséggel küzdenek. Ők kapcsolataikban is és munkahelyükön is gyakrabban küszködnek problémákkal.
Szerencsére a szuperérzékenyek felnőttkorban is bepótolhatják amit gyermekkorukban elmulasztottak, és az érzékenységükkel kapcsolatos megfelelő információkkal felszerelve és megfelelő életmódváltozásokkal idővel jelentős életminőség javulást tudnak elérni. Az érzékenységüket elfogadó környezet (pozitív hozzáállású emberi kapcsolatok, munkahely vagy terápia) a szuperérzékenyekre nagyon pozitív hatással van, érzelmi sérüléseik idővel ennek hatására jelentősen gyógyulhatnak és sikeresebb felnőttekké válhatnak mind kapcsolataikban, mind szakmailag.

## Okai
A tudományos kutatások szerint a szuperérzékenység már születéskor megfigyelhető a csecsemők 15-20%-ában. Genetikai kutatások szerint a szuperérzékenység összefüggésben van bizonyos genetikai variációkkal – a szerotonin szállító gén rövid változatával és 10 különböző dopaminnal kapcsolatos génvariációval. Ez arra utal hogy a szuperérzékenység egy genetikailag örökölhető tulajdonság.
Dr. Elaine Aron evolúciós elmélete szerint az embernél és az állati fajoknál a túlélési stratégia szempontjából kettő típust lehet megkülönböztetni: az azonnal cselekvő típust („go for it”), és azt a típust, amelyik a cselekvés előtt az információt megfigyeli, és mélységeiben feldolgozza. („do it once and do it right”). Ez utóbbi megfontoltabban cselekvő típusú népességet nevezzük szuperérzékenyeknek és ez a tulajdonság mind különböző kultúrájú emberi csoportoknál, mind különböző állatfajoknál hasonló arányban (az össznépesség 15-20%-ban) jelenik meg. Az evolúciós elmélet szerint a népesség csoportok túlélése szempontjából előnyös, ha mindkét túlélési stratégia képviselve van egy bizonyos arányban, mivel bizonyos helyzetekben a szuperérzékenység előnyösebb, más helyzetekben meg az az azonnal cselekvő típusúak jelentenek előnyt túlélés szempontjából.

## Érvényesség
Az érintettek nagy megkönnyebbülést éreznek, amikor először találkoznak a fogalommal.
Nagy kő esik le a szívükről;
többé már nem érzik úgy, mintha egy idegen bolygón élnének.
A másság érzése abból táplálkozik, hogy nehezebben tudják elviselni a legtöbb ember számára megszokott életstílust; például a zsúfoltságot, a tömeget, a tolakodó reklámokat, az óriásplakátokat. Könnyen félénknek tűnhetnek és elszigetelődhetnek. Több stratégiát is kidolgoznak maguknak az alkalmazkodás érdekében.
Dr. Elaine Aron szerint a szuperérzékenységnek 4 fontosabb jellemzője van: a beérkező ingerek mélyebb szintű, alaposabb feldolgozása (depth of processing), az idegrendszer inger túltelítődésre való hajlama (overstimulation), fokozott empátia vagy fokozott érzelmi reakciókra való hajlam (empathy/emotional responsivity) és a finomabb részletek magasabb szintű érzékelése (sensitive to subtleties). Ezeket a tulajdonságokat már néhány tudományos kutatás is kimutatta. Általános vélemények szerint a szuperérzékenység kreatívabbá és intuitívabbá is teszi az embert.